# Eragrostis hirticaulis
Eragrostis hirticaulis är en gräsart som beskrevs av Michael Lazarides. Eragrostis hirticaulis ingår i släktet kärleksgrässläktet, och familjen gräs.
Artens utbredningsområde är Northern Territory, Australien. Inga underarter finns listade i Catalogue of Life.